# Everson (Washington)
Everson je grad u američkoj saveznoj državi Washington. Prema popisu stanovništva iz 2010. u njemu je živjelo 2.481 stanovnika.